# Coast Open
Het Abierto del Litoral is een golftoernooi in Argentinië. Internationaal draagt het de naam Coast Open. Het toernooi wordt altijd in november op de Rosario Golf Club gespeeld. In 2014 wordt de 80ste editie georganiseerd.
De eerste editie was in 1932. Het werd de eerste twee jaren eenvoudigweg het Torneo de Professionales genoemd, daarna het Abierto del Litoral.
Van 1993-1999 maakte het toernooi deel uit van de South American Tour, die daarna overging in de Tour de las Americas. Eenmalig maakte het toernooi deel uit van de Europese Challenge Tour 2008, samen met vier andere toernooien in Zuid-Amerika.
Luiz Carbonetti, Eduardo Romero en Adan Sowa spelen nu op de Europese Senior Tour.

## Meervoudige winnaars
Fidel de Luca, winnaar van het Duits Open in 1958, won 43 toernooien in Argentinië w.o. acht keer het Abierto del Litoral, zoals het in zijn tijd nog heette, in de periode 1959-1974. 

Roberto De Vicenzo won het vijf keer en Ricardo González vier keer. Beiden hebben ook op de Europese Tour gespeeld.

## Winnaars

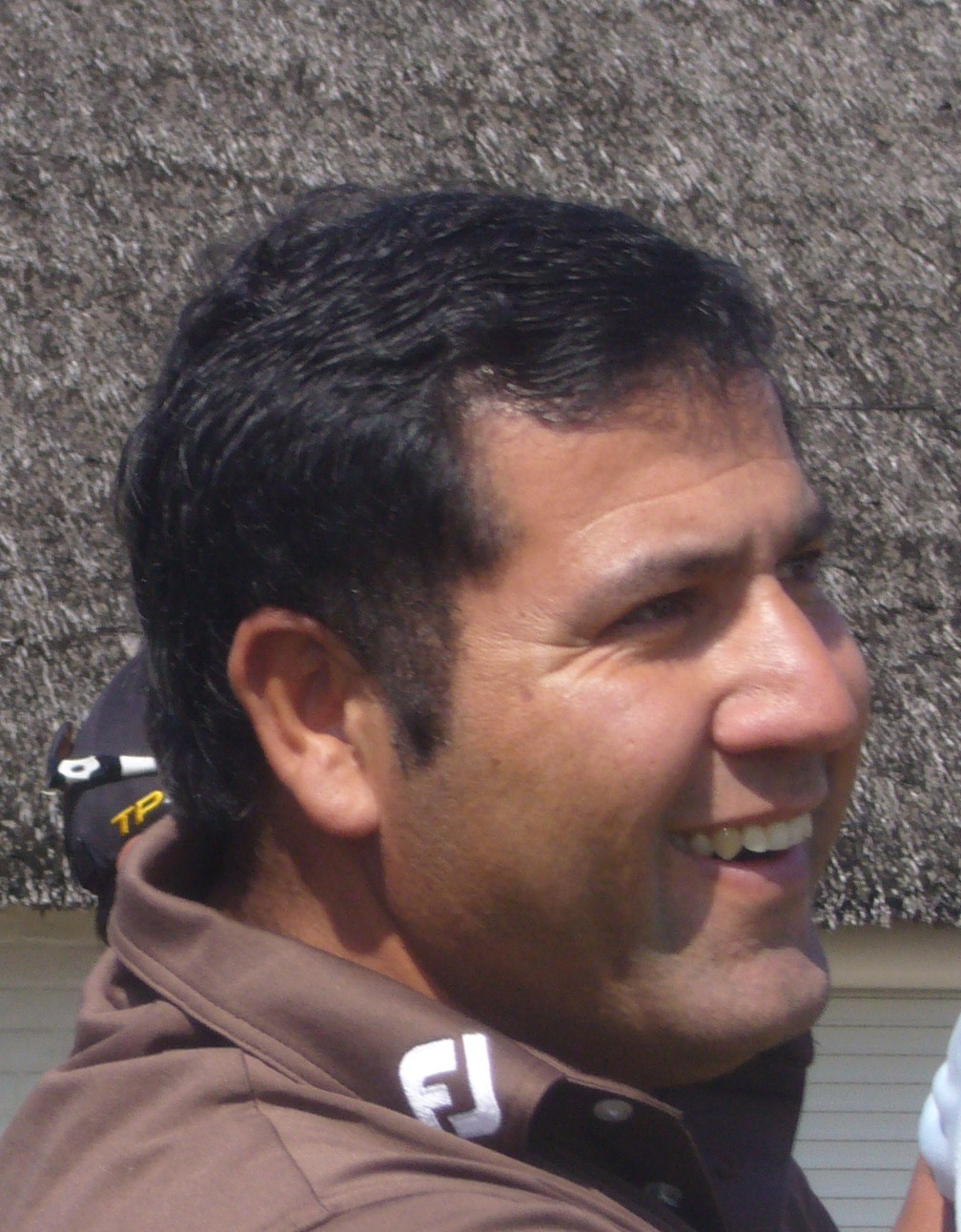
Ricardo Gonzales won 4x

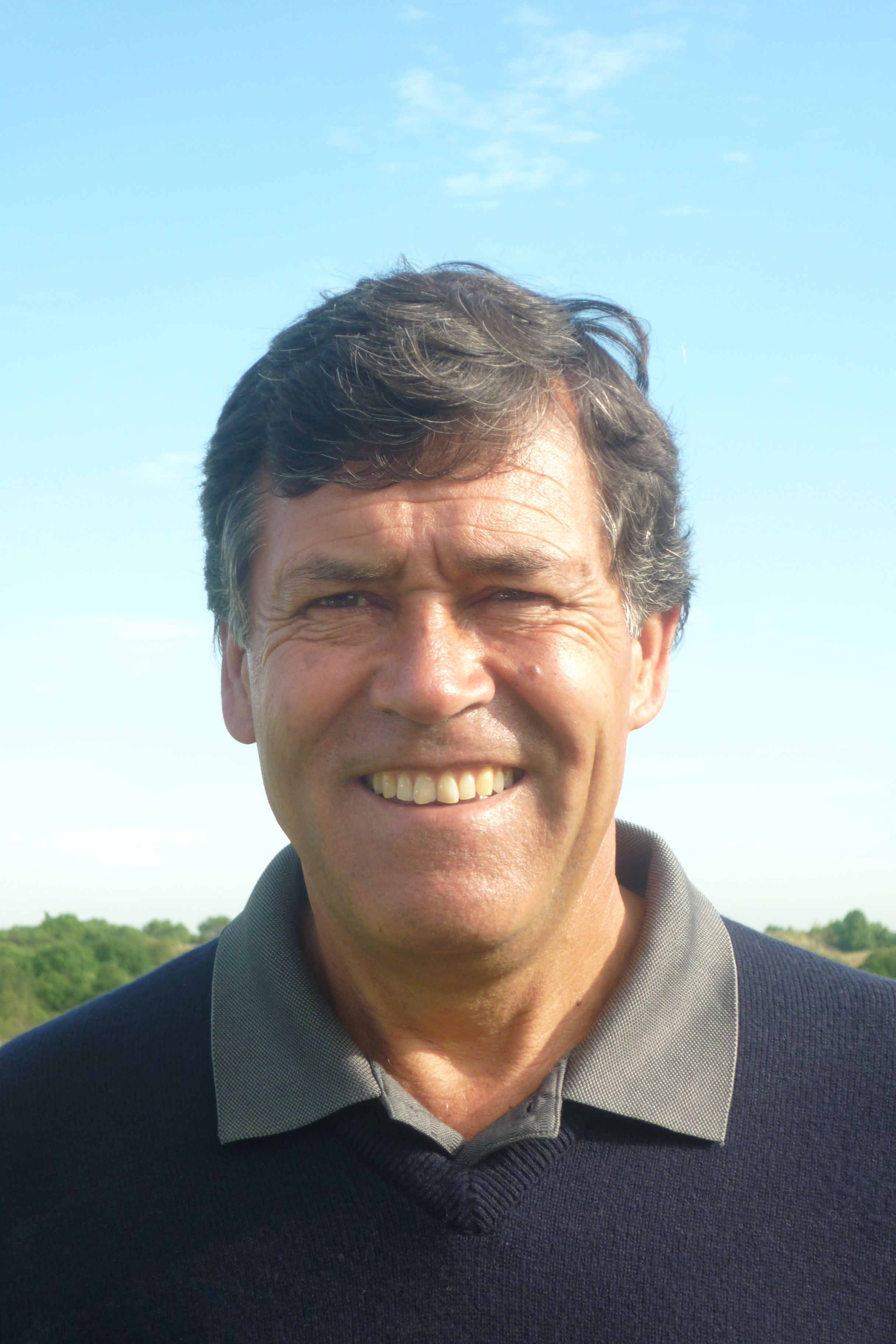
Adan Sowa won 3x

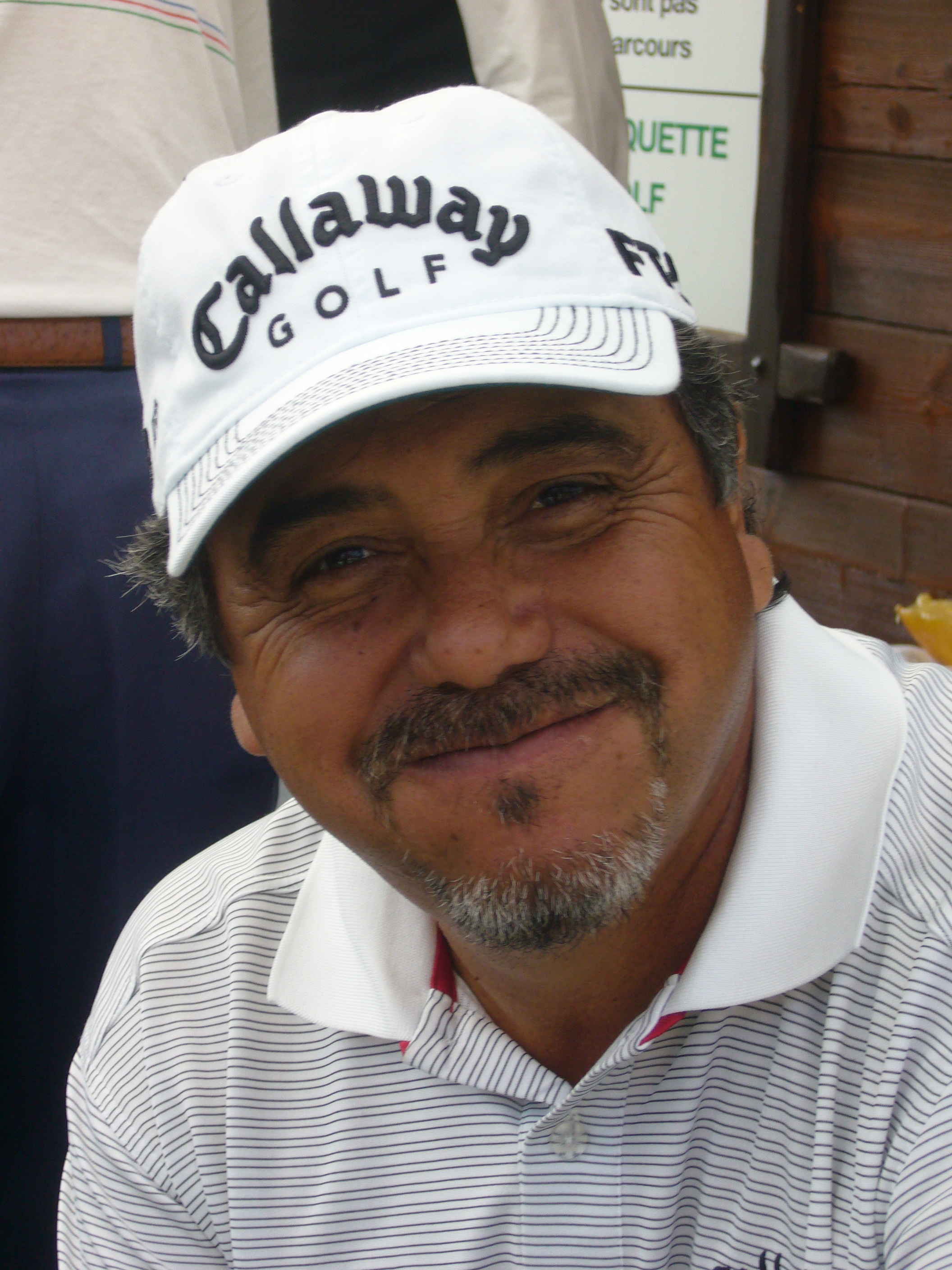
Eduardo Romero won in 1984

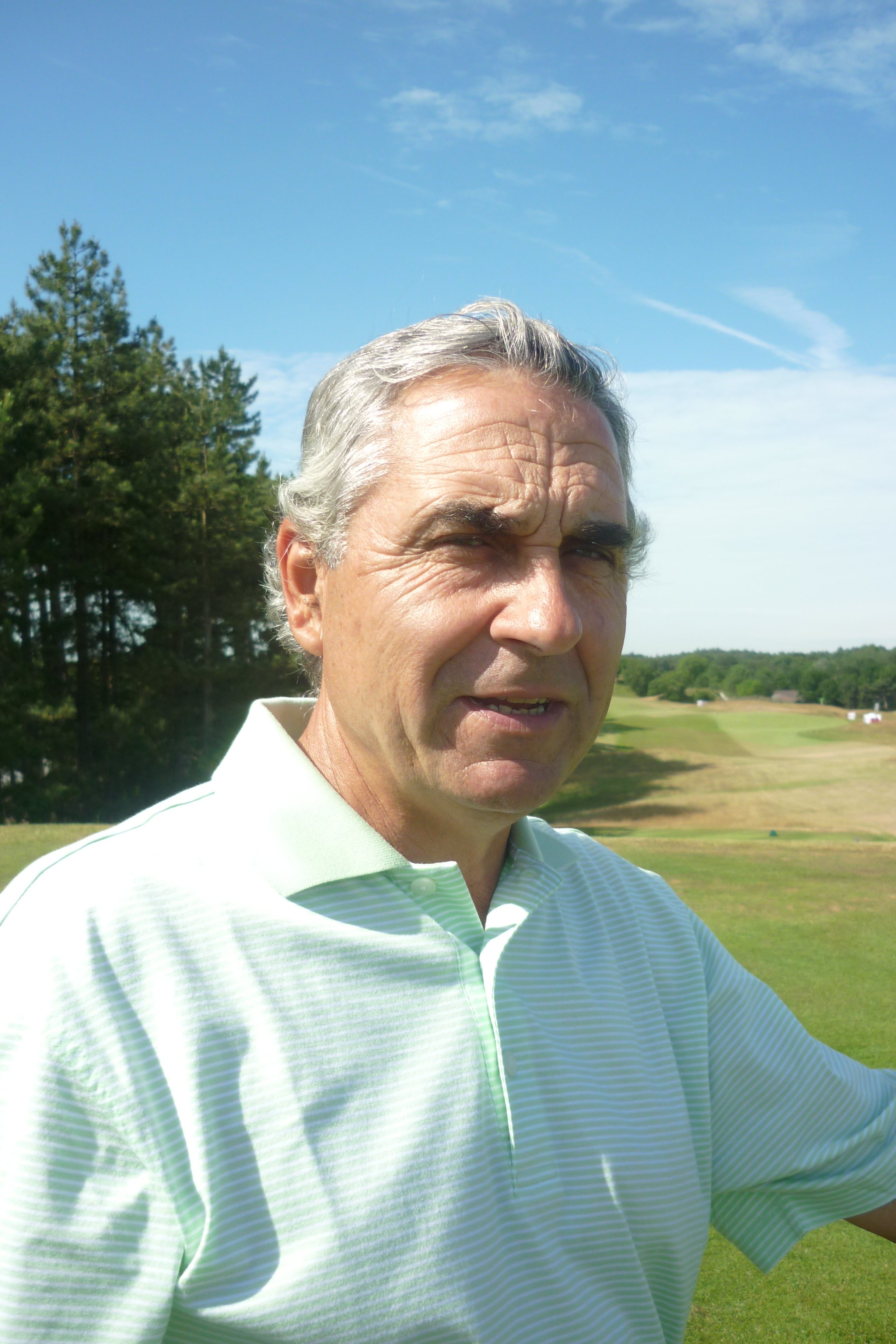
Luiz Carbonetti won in 1993

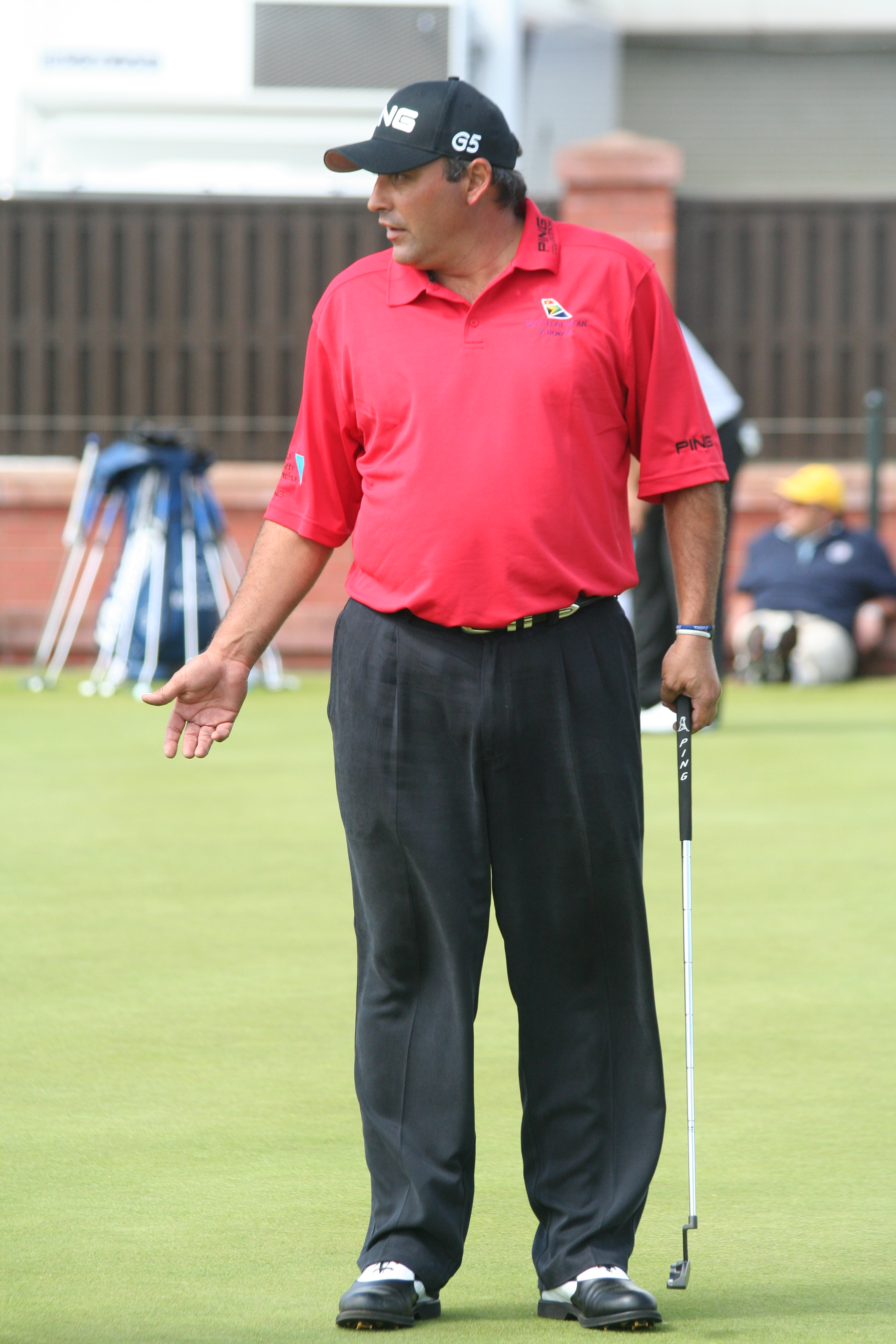
Ángel Cabrera won in 1995

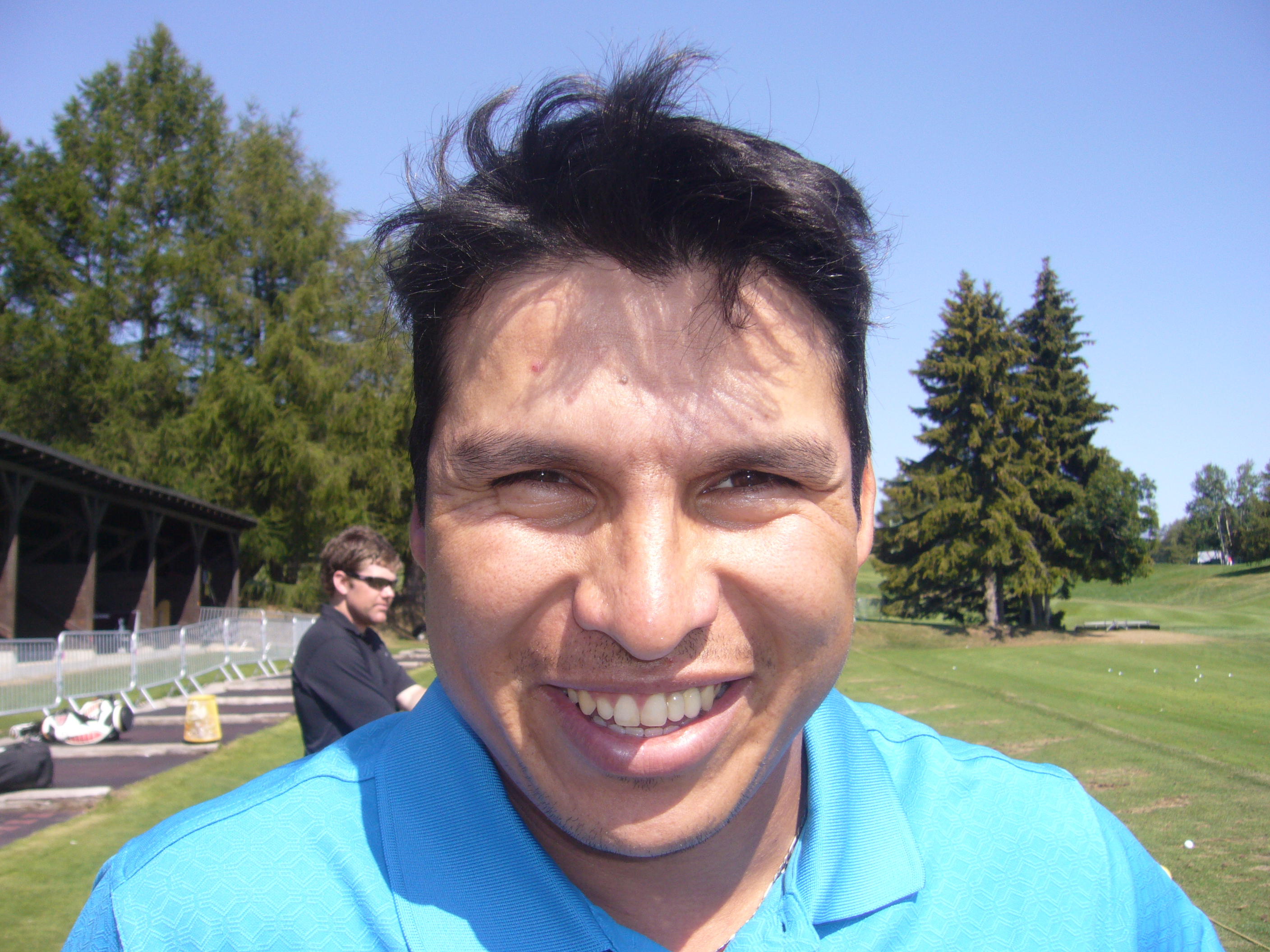
Andés Romero won in 2006

| Jaar                     | Winnaar                     | Score         | Runner-up                                                   | Beste amateur         |
| ------------------------ | --------------------------- | ------------- | ----------------------------------------------------------- | --------------------- |
| 1932                     | Marcos Churio, Andres Perez | 288           |                                                             |                       |
| 1933: geen toernooi      |                             |               |                                                             |                       |
| 1934                     | Emilio Serra                | 283           |                                                             |                       |
| 1935-1936: geen toernooi |                             |               |                                                             |                       |
| 1937                     | Martin Pose                 | 292           |                                                             | J.A. Barbera          |
| 1938                     | Emilio Serra                | 291           |                                                             | J.A. Barbera          |
| 1939                     | Emilio Serra                | 291           |                                                             | Pedro Ledesma         |
| 1940                     | Martin Pose                 | 292           |                                                             | Luis Herrera          |
| 1941                     | Marcos Churio               | 282           |                                                             | Pedro Ledesma         |
| 1942                     | Roberto De Vicenzo          | 277           | Jose Jurado                                                 | H. Favario            |
| 1943                     | Enrique Bertolino           | 293           |                                                             | Pedro Ledesma         |
| 1944                     | Arturo Soto                 | 290           |                                                             | J.A. Barbera          |
| 1945                     | Martin Pose                 | 282           |                                                             | F. Osinalde           |
| 1946                     | Roberto De Vicenzo          | 283           |                                                             | Alfonso Esposito      |
| 1947                     | Roberto De Vicenzo          | 282           | Arturo Soto                                                 | Pedro Ledesma         |
| 1948                     | Romualdo Barbieri           | 283           |                                                             | Carlos Brachts        |
| 1949                     | Roberto De Vicenzo          | 286           |                                                             | Juan Segura           |
| 1950                     | Romualdo Barbieri           | 278           | Juan Segura (amateur)                                       | Juan Segura           |
| 1951                     | Juan Anzaldo                | 287           | Roberto de Vicenzo                                          | A. Juarez Beltran     |
| 1952                     | Arturo Soto, J.C. Posse     | 294           |                                                             | J. Segura, T. Martini |
| 1953                     | Enrique Bertolino           | 287           | J. Dunazet, A. Soto                                         | Juan Segura           |
| 1954                     | Sebastian Nicolosi          | 294           |                                                             | Alberto Texier        |
| 1955                     | Arturo Soto                 | 293           |                                                             | Carlos Brachts        |
| 1956                     | Orlando Tudino              | 296           |                                                             | Juan Sugasti          |
| 1957                     | Leopoldo Ruiz               | 289           |                                                             | Juan Sugasti          |
| 1958                     | Leopoldo Ruiz               | 286           |                                                             | Hernan Fernandez      |
| 1959                     | Fidel de Luca               | 297           |                                                             | Carlos Brachts        |
| 1960                     | Fidel de Luca               | 281           |                                                             | Juan Sugasti          |
| 1961                     | Fidel de Luca               | 288           |                                                             | Jorge Ledesma         |
| 1962                     | Fidel de Luca               | 282           |                                                             | Hernan Fernandez      |
| 1963                     | Elcido Nari                 | 293           |                                                             | Hugo Nicora           |
| 1964                     | Romualdo Barbieri           | 292           |                                                             | Hugo Nicora           |
| 1965                     | Rodolfo Sereda              | 284           | Roberto de Vicenzo                                          | Valerio Gerbaudo      |
| 1966                     | Fidel de Luca               | 280           |                                                             | Jorge De Azcuenaga    |
| 1967                     | Leopoldo Ruiz               | 219           |                                                             | Luis Daneri           |
| 1968                     | Roberto De Vicenzo          | 278           |                                                             | Alberto Barreira      |
| 1969                     | Fidel de Luca               | 283           |                                                             | Juan Carlos Devoto    |
| 1970                     | Vicente Fernández           | 289           |                                                             | Jorge De Azcuenaga    |
| 1971                     | Fidel de Luca               | 279           |                                                             | Horacio Carbonetti    |
| 1972                     | Vicente Fernández           | 279           |                                                             | J. Diaz Green         |
| 1973                     | Juan Monroy                 | 280           | Roberto de Vicenzo, Fidel de Luca                           | Luis Daneri           |
| 1974                     | Fidel de Luca               | 279           | Armando Saavedra                                            | Carlos Lagruta        |
| 1975                     | Florentino Molina           | 282           |                                                             | Juan Carlos Devoto    |
| 1976                     | Juan Carlos Molina          |               | Jorge Soto                                                  |                       |
| 1977                     | Florentino Molina           | 280           | Juan Carlos Cabrera                                         | Horacio Carbonetti    |
| 1978                     | Vicente Fernández           | 282           | Adan Sowa                                                   | Antonio Chiesa        |
| 1979                     | No tournament               | No tournament | No tournament                                               | Fernando Chiesa       |
| 1980                     | Vicente Fernández           |               |                                                             | Luis Carbonetti       |
| 1981                     | No tournament               | No tournament | No tournament                                               | Fernando Chiesa       |
| 1982                     | Adan Sowa                   |               |                                                             |                       |
| 1983                     | Adan Sowa, Jorge Soto       | 278           |                                                             | Jorge Nicolosi        |
| 1984                     | Eduardo Romero              |               |                                                             |                       |
| 1985                     | Armando Saavedra            | 275           | Jorge Soto                                                  | Fernando Chiesa       |
| 1986                     | Armando Saavedra            | 276           | Vicente Fernández                                           | A. Fergusson          |
| 1987                     | Miguel Fernández            | 279           | Antonio Ortiz                                               | Federico McNeil       |
| 1988                     | Miguel Fernández            |               |                                                             |                       |
| 1989                     | Jorge Berendt               |               |                                                             |                       |
| 1990                     | Miguel Guzmán               |               |                                                             |                       |
| 1991                     | Jorge Berendt               |               |                                                             |                       |
| 1992                     | Adan Sowa                   |               | Luis Carbonetti                                             |                       |
| 1993                     | Luis Carbonetti             |               | Miguel Guzmán, Ricardo Montenegro                           |                       |
| 1994                     | César Monasterio            | 271           | Gustavo Rojas, Brad Klaportt                                |                       |
| 1995                     | Ángel Cabrera               |               | Miguel Fernández, Gustavo Piovano                           | Jorge Nicolosi        |
| 1996                     | Scott Dunlap                | 267           | Trevor Dodds, Rodolfo Rodriguez                             | Jorge Nicolosi        |
| 1997                     | Armando Saavedra            | 266           | David Morland IV                                            |                       |
| 1998                     | Tim Hegna                   | 272           | Armando Saavedra                                            | Ernesto Rivas         |
| 1999                     | César Monasterio            | 275           | Omar Solis, Rigoberto Velazquez                             | P. Lopez Vilaclara    |
| 2000                     | Jesús Amaya                 | 134           | Gustavo Rojas                                               | Pablo Del Grosso      |
| 2001                     | Marco Ruiz                  | 278           | Rodolfo González, Ariel Cañete Rafael Gómez, Gustavo Acosta |                       |
| 2002                     | Rodolfo González            | 282           | José Cantero                                                |                       |
| 2003                     | Ricardo González            | 267           | Eduardo Romero                                              | Fernando Chiesa       |
| 2004                     |                             |               |                                                             | Estanislao Goya       |
| 2005                     | Ricardo González            | 204           | Julio Zapata                                                |                       |
| 2006                     | Andrés Romero               | 261           | Ricardo González                                            | Estanislao Goya       |
| 2007                     | Miguel Rodríguez            | 271           | Andrés Romero                                               | Luciano Dodda         |
| 2008                     | Andrés Romero               | 268           | Mauricio Molina                                             | Emiliano Grillo       |
| 2009                     | Ricardo González            | 277           | Andrés Romero                                               | Emiliano Grillo       |
| 2010                     | Ricardo González            | 273           | Mauricio Molina, Rafael Gomez                               | Martin Flores Lazdin  |
| 2011                     |                             |               |                                                             |                       |
| 2012                     | Santiago Bauni (amateur)    | 273           | Marco Ruiz                                                  |                       |